# Ørsted (azienda)
Ørsted A/S (in precedenza DONG Energy) è una multinazionale danese che produce energia elettrica. È la principale società energetica danese e ha adottato il suo nome attuale il 6 novembre 2017.
A partire dal 2020, l'azienda è il più grande sviluppatore al mondo di energia eolica offshore, rappresentando il 29% della capacità installata globale e producendo l'88% della propria energia da fonti rinnovabili. L'azienda ha l'obiettivo, entro il 2040, della neutralità delle emissioni di carbonio. Nel 2020 l'azienda è stata classificata al primo posto nel Corporate Knights Global 100 Index, graduatoria mondiale per le aziende sostenibili.
È quotata al Nasdaq di Copenaghen.

## Storia
Ørsted ha le sue origini nella società statale danese Dansk Naturgas A/S. La società è stata fondata nel 1972 per gestire le risorse di gas e petrolio nel settore danese del Mare del Nord. Dopo alcuni anni, la società è stata rinominata in Dansk Olie og Naturgcome A / S (DONG), che significa petrolio danese e gas naturale. All'inizio del decennio degli anni 2000, DONG ha iniziato ad espandersi nel mercato dell'elettricità assumendo partecipazioni in società elettriche. Nel 2005, DONG ha acquisito e fuso i produttori danesi di energia elettrica Elsam ed Energi E2 e le società di pubblica utilità (distribuzione di energia elettrica) NESA, Københavns Energi e Frederiksberg Forsyning. Il risultato della fusione è stata la creazione di DONG Energy. La fusione è stata approvata dalla Commissione europea il 14 marzo 2006.
Nel 2002 uno dei predecessori di DONG Energy di nome Elsam ha installato il parco eolico offshore Horns Rev da 160 MW, che è stato il primo parco eolico offshore su larga scala al mondo. Nel 2005 DONG Energy ha acquisito il 10,34% nel giacimento di gas di Ormen Lange (gestito da Shell). La quota di riserve di gas assegnate a DONG Energy è di circa 40 miliardi di metri cubi. Nel 2007 DONG Energy è entrata nel mercato olandese.

### Strategia sull'energia verde
In occasione della Conferenza delle Nazioni Unite sui cambiamenti climatici del 2009 a Copenaghen, DONG Energy ha adottato una strategia, chiamata "visione 85/15", di passare da un'azienda con l'85% di attività basate sui combustibili fossili a un'azienda basata sull'85% su attività di energia verde.
Nel 2009, DONG Energy ha venduto la sua banda larga in fibra nel nord della Zelanda a TDC A / S. E nel 2010, ha iniziato una collaborazione con l'olandese Nederlandse Energie Maatschappij. Tuttavia, nel 2014 DONG Energy ha ritirato le sue attività di consumo dal mercato olandese. Nel 2010, ha poi ceduto le compagnie elettriche norvegesi Salten e Nordkraft. Nel settembre 2013, DONG Energy ha venduto un cavo di alimentazione che accedeva al parco eolico London Array ai suoi partner, E.ON e Masdar, per circa 728 milioni di dollari.

### Energia eolica offshore
Nel 2013, DONG ha completato la costruzione del parco eolico offshore Anholt da 400 MW al largo dell'isola danese di Anholt nel Kattegat al costo di 10 miliardi di corone danesi (1,35 miliardi di euro). DONG è stato l'unico offerente. A partire dal 2012, la compagnia aveva una capacità della turbina eolica di 794 MW e prevedeva di aggiungere altri 594 MW nel 2013. Nel 2014 DONG Energy ha ceduto le sue ultime turbine eoliche onshore, concentrandosi sull'energia eolica offshore di cui DONG Energy aveva 3.000 MW nel 2015.
Nell'ambito del piano di ristrutturazione per il finanziamento di progetti eolici offshore, nel gennaio 2014 DONG ha ceduto una quota del 18% a New Energy Investment S.a.r.l., controllata da Goldman Sachs, mentre i fondi pensione danesi, ATP e PFA Pension, hanno acquisito di conseguenza il 4,9% e l'1,8%. L'accordo è stato pesantemente criticato e ha causato una scissione della coalizione di governo di Helle Thorning-Schmidt. Sei ministri del governo e il Partito Popolare Socialista si ritirarono dal governo. Il 9 giugno 2016, alcune di queste azioni sono state vendute in una IPO alla Borsa di Copenaghen.
Nel 2015 DONG Energy ha avuto un deficit di 12 miliardi di DKK, il più grande di qualsiasi azienda danese di sempre. Nel 2016, DONG Energy è stata votata numero 11 nella lista Clean200,. È stata quotata alla Borsa di Copenaghen nel giugno 2016. Allo stesso tempo, ha ceduto le sue quote di proprietà di cinque giacimenti norvegesi di petrolio e gas a Faroe Petroleum. Nel 2017, DONG Energy ha completato la disattivazione del primo parco eolico offshore al mondo, Vindeby Offshore Wind Farm. Sempre nel 2017, la società ha deciso di eliminare gradualmente l'uso del carbone per la produzione di energia e ha venduto le sue attività petrolifere e del gas a Ineos per 1,05 miliardi di dollari.

### Il cambio del nome
Dopo aver venduto la sua attività petrolifera e del gas, la società ha annunciato che la sua transizione verso le energie rinnovabili è stata realizzata e ha cambiato il suo nome in Ørsted in onore dello scienziato danese Hans Christian Ørsted facendo presente come fosse inappropriato il nome DONG considerando che non possedeva più alcuna attività petrolifera e di gas naturale.